# Іванов Андрій Олексійович (співак)
Андр́ій Олекс́ійович Іван́ов (30 листопада (13 грудня) 1900, Замостя Люблінської губернії, нині Польща — 1 жовтня 1970, Москва) — український і російський співак (баритон), народний артист СРСР (1944).

## Біографія
У 1921—1924 роках навчався в Київському кооперативному інституті, одночасно навчався співу у приватній студії Н. Н. Лунда. Від 1926 року працював у Азербайджанському, Одеському, Свердловському театрах опери та балету. У 1934—1949 роках соліст Українського театру опери та балету (Київ), у 1950—1956 роках — Большого театру СРСР.
Виконував заголовні партії в операх «Євгеній Онєгін» і «Мазепа» Чайковського, «Князь Ігор» Бородіна, «Демон» Рубінштейна, «Ріголетто» Верді та інші. Серед інших партій — Грязной («Царева наречена») Римського-Корсакова, Сільвіо («Паяци» Леонкавалло), Нагульнов («Піднята цілина» Дзержинського) та ін. Виступав як концертний співак. Неодноразово гастролював за кордоном. Нагороджений двома орденами та медалями.